# Minerva Rocks
Minerva Rocks är en kulle i Antarktis. Den ligger i Sydshetlandsöarna. Argentina, Chile och Storbritannien gör anspråk på området.
Terrängen runt Minerva Rocks är kuperad åt nordväst, men åt sydväst är den platt. Havet är nära Minerva Rocks åt sydost. Trakten är obefolkad. Det finns inga samhällen i närheten. 